# Agent gelificant
Els agents gelificants, són espessidors, el terme espessidor s'aplica a les substàncies que incrementen la viscositat d'una solució o mescla sòlid/líquid sense modificar substancialment les seves altres propietats, encara que més sovint s'aplica a aliments amb la propietat diana del gust, aquest terme també és aplicable a les pintures, tintes, explosius, etc. Els espessidors gelificants també poden millorar la suspensió química d'altres ingredients o emulsions les quals incrementen l'estabilitat del producte. Els agents gelificants sovint estan reglamentats com a additius alimentaris i com cosmètics i ingredients de productes de la higiene personal. Els agents gelificants formen un gel que es dissol en la fase líquida com una mescla col·loide que forma una estructura interna feblement cohesiva.
La reglamentació europea precisa que el terme  gelificant està reservat als espessidors d'origen vegetal.
Certs productes gelificants que contenen carragenans, alginats o pectines són presents per exemple en els formatges blancs o en les fruites. Les algues són una font important de gelificants: com els alginats, els carragenats i l'agar-agar. Pel que fa a la pectina, aquesta generalment s'extreu de les pomes, en canvi el midó, presentat sota la forma de fècula, pot provenir de plantes molt diverses: blat de moro, patates, etc.
Alguns exemples de gelificants:
- Àcid algínic (E 400), alginat de sodi (E401), alginat de potassi (E402), alginat d'amoni (E403), alginat de calci (E404) - polisacàrids de les algues marrons
- Gelatina (E441, pot ser feta per la hidròlisi parcial del col·lagen animal)